# Роже Крозье Эворд
Роже Крозье Эворд (англ. Roger Crozier Saving Grace Award) — приз НХЛ, вручался голкиперу сыгравшему минимум 25 игр и закончившему сезон с лучшим процентом отраженных бросков.
Награда первый раз вручалась в сезоне 1999-2000 и была названа в честь вратаря «Детройт Ред Уингз», «Баффало Сейбрз» и «Вашингтон Кэпиталз» Роже Крозье обладателя Колдер Трофи и Конн Смайт Трофи, выступавшего в НХЛ с 1964 по 1977 гг. Награда была учреждена корпорацией MBNA, в которой Крозье работал после окончания спортивной карьеры. Победитель получал памятный кристаллический приз и 25 000 долларов на пожертвование в молодёжный хоккей или в образовательные программы на выбор игрока.
После сезона 2006/2007 лига упразднила этот приз.

## Победители
| Сезон   | Игрок           | Команда            | %    |
| ------- | --------------- | ------------------ | ---- |
| 1999-00 | Эд Бельфор      | Даллас Старз       | 91,9 |
| 2000-01 | Марти Турко     | Даллас Старз       | 92,5 |
| 2001-02 | Жозе Теодор     | Монреаль Канадиенс | 93,1 |
| 2002-03 | Марти Турко     | Даллас Старз       | 93,2 |
| 2003-04 | Дуэйн Ролосон   | Миннесота Уайлд    | 93,3 |
| 2004-05 | Локаут          | —                  | —    |
| 2005-06 | Кристобаль Юэ   | Монреаль Канадиенс | 92,9 |
| 2006-07 | Никлас Бекстрём | Миннесота Уайлд    | 92,9 |